# 캘리포니아 주립 대학교 프레즈노
캘리포니아 주립 대학교 프레즈노(California State University, Fresno)는 캘리포니아주 프레즈노에 위치한 공립 대학이다. 캘리포니아 주립 대학교 시스템의 일부이다. 2020년 가을 학기 기준 등록 학생 수는 25,341명이다. 60개의 학사 프로그램, 45개의 석사 프로그램, 3개의 박사 프로그램, 12개의 고급 연두 인증, 2개의 다른 교육 인증을 수여한다.
학교 시설에는 캠퍼스 내 천체투영관, 캠퍼스 내 건포도 및 포도 농장을 갖추고 있다.